# Station Łubowo
Station Łubowo is een spoorwegstation in de Poolse plaats Łubowo.